# Костырка (Бериславский район)
Костырка (укр. Костирка) — село в Новорайской сельской общине Бериславского района Херсонской области Украины.
Почтовый индекс — 74361. Телефонный код — 5546. Код КОАТУУ — 6520685204.

## Население
Население по переписи 2001 года составляло 700 человек.

### Языковой состав
Родной язык населения по данным переписи 2001 года:
| Язык       | Численность, чел. | Доля     |
| ---------- | ----------------- | -------- |
| Украинский | 635               | 90,71 %  |
| Русский    | 64                | 9,14 %   |
| Другое     | 1                 | 0,15 %   |
| Итого      | 700               | 100,00 % |

## Местный совет
74360, Херсонская обл., Бериславский р-н, пос. Новорайск, ул. Ленина, 32